# Otto Wermuth
Otto Wermuth, né le 28 juillet 1920 à Aalen (État libre populaire de Wurtemberg,) et mort en 2011, est un officier sous-marinier allemand de la Kriegsmarine. L'Unterseeboot 530 (U-530) qu'il commande à la fin de la guerre, se réfugie en Argentine à l'annonce de la capitulation allemande. La rumeur court alors qu'il aurait, entre mai et juillet 1945 transporté Adolf Hitler et son épouse Eva Braun dans ce pays.  

## Biographie

### Carrière
Otto Wermuth s'engage dans la Kriegsmarine en septembre 1939 à la suite l'entrée en guerre de l'Allemagne nazie contre la France, le Royaume-Uni et la Pologne,. Il est formé à l'Académie navale de Murwik et effectue ses premières missions en septembre 1941 à bord de l'Unterseeboot 37 (U-37) en tant qu'officier de bord aux divers postes d'observation. En juillet 1942, il intègre l'équipage de l'Unterseeboot 103 (U-103) et participe à de nombreuses patrouilles qui se révèlent fructueuses pour le sous-marin allemand.
Entre mars et juillet 1944, Wermuth suit une formation afin d'accéder au grade de commandant de marine. Le 10 juillet, il prend le commandement de l'Unterseeboot 853 (U-853), qu'il dirige jusqu'au 31 août 1944. En janvier 1945, il est affecté au commandement de l'Unterseeboot 530 (U-530), qu'il mène jusqu'au large des côtes américaines. Il se rend responsable du tir de neuf torpilles en avril 1945 près de la baie de New York, au sud de Long Island. Ces multiples attaques se révèlent néanmoins inutiles et c'est à bord de son sous-marin que Wermuth apprend la capitulation de l'Allemagne en mai 1945. Refusant de se rendre, il prend la direction de l'Argentine, qu'il sait favorable au nazisme. Il y accoste le 10 juillet 1945 et se constitue prisonnier avec son équipage.

### Rumeurs concernant une survie d'Adolf Hitler
Dès son arrivée à Mar del Plata, Otto Wermuth est confronté à de nombreuses rumeurs concernant l'Unterseeboot 530,. Successivement interrogé par la marine argentine et par l'United States Navy, il est suspecté d'avoir accosté en pleine nuit dans plusieurs autres villes des côtes argentines. Le doute concernant la présence d'Adolf Hitler à bord du sous-marin se développe rapidement après que l'attaché naval américain basé à Buenos Aires envoie à Washington un rapport faisant état du débarquement de deux personnes non identifiées venant d'un sous-marin qui pourrait être celui de Wermuth. Aucune preuve ne vient confirmer ces allégations à l'exception du témoignage d'un acteur hollywoodien, Robert Dillon, qui prétend avoir vu Hitler débarquer en compagnie de deux femmes et d'une cinquantaine d'hommes dont un médecin. Ayant rasé sa moustache, souffrant d'ulcères et d'asthme, l'homme en question se serait ensuite caché dans la cordillère des Andes. Le manque de crédibilité des propos de Dillon écartent ces déclarations. Hitler s'est suicidé en avril 1945 dans le Führerbunker.

### Fin de vie
Otto Wermuth meurt dans l'anonymat en 2011 à l'âge de 91 ans.

## Distinctions

### Décorations militaires
- Croix de fer (1ère classe)
- Insigne des blessés (Allemagne)